# Franz Binder (utazó)
Franz Binder, magyarosan Binder Ferenc (Szászsebes, 1824 – Alvinc, 1875. április 11.) erdélyi szász utazó, felfedező.

## Élete
Szászsebesi gyógyszerész családból származott, és a családi hagyományt folytatva maga is gyógyszerésznek készült. Egy ideig Ploieștien élt. Mostohafivére, Samuel Mauksch egyiptomi katonai szolgálatban állt.
1849-ben hosszú utazást tett a Közel-Keleten és Afrikában, többek között azért, hogy fellelje mostohafivérét, akinek nyoma veszett. Először Konstantinápoly felé indult, onnan öszvérháton Bagdadba és Aleppóba. Az utazás történetét unokaöccse, dr. E. Kurt Binder (1930) és Franz Remmel (1984) adta ki, mindketten Binder útinaplója alapján. Binder saját építésű tutajon hajózott le a Tigris folyón Bagdadig. Fivérét nem találva, Binder csatlakozott egy karavánhoz, és visszatért Aleppóba, majd onnan Kairó felé indult. 1850-ben ért oda, de nem sikerült gyógyszerészként elhelyezkednie, ezért asztalosként és cukrászként dolgozott, de belevágott a sörgyártásba is.
Az utazási vágytól hajtva egy kereskedelmi társaságnál karavánvezetői állást vállalt, és nyolc utat tett Kairó, és Kartúm között. Első útját 1852. szeptember 27-én kezdte, amikor velencei gyöngyöket, nankingi színes textileket, rózsaszín fezeket, és egyéb árukat vitt hajóján. Kartúmban három hónapig maradt, míg eladta portékáját, helyette elefántcsontot és gumiarábikumot vásárolt. A Níluson hajózva, és a núbiai sivatagon karavánon átkelve tért vissza Kairóba, ahol áruját eladva szerény vagyonhoz jutott. A második kartúmi útra rumot, színes kendőket, harisnyákat, tükröket és selymet vitt. Szudánban két oroszlánt, két gepárdot és több antilopot vásárolt, amelyeket azután Kairóban adott el. Egy ideig Kartúmban lakott, ahol egy kereskedelmi társaság tisztviselőjeként dolgozott, és 1857-ben császári és királyi osztrák konzul lett.
Földbirtokos volt Alvinc-Borbereken, járt Közép-Afrikában Kartúmban; koronás érdemkereszt tulajdonosa, a frankfurti zoológiai társaság és az erdélyi természettudományos társaság tagja.
1853-ban újabb kereskedelmi útra indult, és első európaiként elérkezett a Kék-Nílus felső vidékére. Utazásairól gazdag fegyver-, ékszer-, hangszergyűjteménnyel és háztartási tárgyakkal tért vissza, amelyeket a helyi lakosságtól vásárolt illetve a törzsfőnököktől kapott ajándékba.
1860-61-ben a Fehér Nílus vidékén tett utazást. Visszatérve Erdélybe, 1862-ben a nagyszebeni természettudományi társaságnak és a szászsebesi iskolának ajándékozta mintegy 500 afrikai tárgyból álló gyűjteményét. 1875-ben tüdőgyulladásban hunyt el.

## Munkái
Afrikában tartózkodása alatt az 1860-as évek elején szerzett élményeiről és tapasztalatairól írt az erdélyi német szász hírlapokba, különösen a Transsilvaniába: Mittheilungen über seine Reise im Oriente und sein Leben in Afrika. 1862.

## Fordítás
Ez a szócikk részben vagy egészben  a   Franz Binder című román Wikipédia-szócikk ezen változatának fordításán alapul.  Az eredeti cikk szerkesztőit annak laptörténete sorolja fel. Ez a jelzés csupán a megfogalmazás eredetét és a szerzői jogokat jelzi, nem szolgál a cikkben szereplő információk forrásmegjelöléseként.